# Triglochin trichophora
Triglochin trichophora là một loài thực vật có hoa trong họ Juncaginaceae. Loài này được Nees ex Endl. miêu tả khoa học đầu tiên năm 1846.